# Brusselse Poort ('s-Hertogenbosch)
De Brusselse Poort was een stadspoort in de vestingwerken van 's-Hertogenbosch.
Het was een poort in de eerste ommuring van voor 1225. De poort werd ook wel de Heilig Kruispoort en Orthenpoort genoemd. De Orthense Poort stond echter bij de huidige Citadel. De poort verloor zijn functie na de bouw van de tweede ommuring, maar ook daarvoor had de poort niet meer de verdedigende functie waarvoor hij bedoeld was. Al in 1290 blijken er al huizen te staan buiten de poort. De poort werd vanaf omstreeks 1400 gebruikt als kruitopslagplaats.
De poort is rond 1810 in opdracht van Lodewijk Napoleon Bonaparte afgebroken, opdat hij een vlotte doorgang door de stad had met zijn legers. De contouren van de poort zijn in het straatplaveisel aangebracht.

## Trivia
- De Vughter Poort had ook de bijnaam de Heilig Kruispoort.